# Metropolia św. Jana Chrzciciela w Kurytybie
Metropolia św. Jana Chrzciciela w Kurytybie – metropolia Kościoła katolickiego obrządku bizantyjsko-ukraińskiego, grupująca wszystkie eparchie tego obrządku w Brazylii. W jej skład wchodzi metropolitalna archieparchia św. Jana Chrzciciela w Kurytybie oraz jedna eparchia. Została ustanowiona 12 maja 2014 roku. Od 2014 godność metropolity i zarazem zwierzchnika całego Kościoła bizantyjsko-ukraińskiego w Brazylii pełni abp Valdomiro Koubetch OSBM. 

## Eparchie
- Archieparchia św. Jana Chrzciciela w Kurytybie
  - Eparchia Niepokalanego Poczęcia w Prudentópolis